# Cửa khẩu Trà Lĩnh
Cửa khẩu Quốc tế Trà Lĩnh là cửa khẩu quốc tế tại vùng đất Bản Hía thuộc thị trấn Trà Lĩnh, huyện Trùng Khánh, tỉnh Cao Bằng, Việt Nam .
Cửa khẩu Trà Lĩnh thông thương sang cửa khẩu Quốc tế Long Bang ở thành phố Bách Sắc tỉnh Quảng Tây, Trung Quốc .
Cửa khẩu Trà Lĩnh là điểm cuối của quốc lộ 34, cách thị trấn Trà Lĩnh khoảng 6 km theo đường này về hướng bắc. Tên cửa khẩu Nà Đoỏng được gọi theo bản Nà Đoỏng là bản ở trước bản Hía khi ra cửa khẩu. Tuy nhiên tên chính thức và được dùng trong giới chức hành chính, biên phòng và hải quan là cửa khẩu Trà Lĩnh .

## Hoạt động
Các hoạt động trao đổi mậu dịch tại cửa khẩu này đã phát triển từ thế kỷ trước. Khu kinh tế cửa khẩu Trà Lĩnh đã được thành lập theo Quyết định số 1113/QĐ-TC-UB ngày 01/07/2002 của Chủ tịch Ủy ban nhân dân tỉnh Cao Bằng.
Năm 2010 đây là một trong 5 cửa khẩu địa phương của tỉnh .
Ngày 14 tháng 12 năm 2023, Nâng cấp cặp cửa khẩu Trà Lĩnh - Long Bang lên cửa khẩu quốc tế. 
Cửa khẩu Trà Lĩnh và thị trấn Trà Lĩnh là thành phần trong Khu kinh tế cửa khẩu Cao Bằng được chính thức công bố năm 2014 .
Năm 2016 dự án tuyến đường cao tốc Đồng Đăng - Trà Lĩnh có chiều dài 115 km, điểm đầu tại Cửa khẩu Trà Lĩnh và điểm cuối tại thị trấn Đồng Đăng Lạng Sơn được đưa ra bàn thảo. Tuyến đường đi qua các huyện Trùng Khánh, Quảng Hòa, Thạch An tỉnh Cao Bằng, Tràng Định, Văn Lãng, Cao Lộc tỉnh Lạng Sơn. Dự án có dự kiến hợp tác đầu tư của công ty Trung Quốc .